# Dennis Madsen (fodboldspiller)
 For alternative betydninger, se Dennis Madsen. (Se også artikler, som begynder med Dennis Madsen)
Dennis Madsen (født 20. februar 1979) er en dansk professionel fodboldspiller, hvor hans primære position er på midtbanen. 

## Karriere
Han debuterede for FC Fredericia den 1. april 1999 hjemme mod Farum Boldklub efter at have skrevet kontrakt med virkning fra den 1. januar 1999. Han skiftede i sommeren 2003 til 2. divisionsklubben Kolding FC.
Han skrev kontrakt med Fremad Amager i starten af 2005-06-sæsonen. Han debuterede for Fremad Amager den 30. juli 2005 mod Boldklubben Frem. Han forlod Fremad Amager i sommeren 2007.